# Гаральд I (король Норвегії)
Га́ральд Прекрасноволо́сий, або Вогневоло́сий чи Світловоло́сий (давньоскан. Haraldr hárfagri, норв. Harald Hårfagre, бл. 850/875 — бл. 933/945) — перший король Норвегії, який правив у 872–940 рр. Представник династії Інглінгів, перший король з роду.
866 року Гаральд Прекрасноволосий завоював перші невеликі королівства, що утворили єдину Норвегію, включаючи землю Вермланд у Швеції, сьогодні південно-східна Норвегія, яка давала присягу вірності шведському королю Ерікові Анундссону. 872 року, після великої перемоги біля Гафрсфйорду поблизу Ставангера Гаральд став королем цілої країни. Однак його королівству і далі загрожували ззовні: велика кількість супротивників знайшла собі притулок не тільки в Ісландії, а й на Оркнейських, Шетландських, Гебридських, Фарерських островах, Шотланії та на півночі материкової Європи. Зрештою Гаральд був вимушений провести експедицію на Захід, щоб очистити ці острови й шотландське прибережжя від ворогів.
Деякі сучасні історики (Клаус Краг, Бйорн Бандлен) вважають, що влада Гаральда обмежувалась береговими областями південно-західної Норвегії; східна Норвегія тоді була під впливом Данії.

### Саги
Крім «Саги про Гаральда Прекрасноволосого» в «Колі Земному» авторства ісландського скальда Сноррі Стурлусона, який жив набагато пізніше, існують ще два джерела — твори скальдичної поезії «Вороняча пісня» та «Драпа про Галас» дискусійного авторства. Проте твір Сноррі береться за основний через його повноту. Кожний епізод його саги треба розглядати окремо, оскільки певну частину може мати низка джерел, а частина після неї може бути наявна лише в нього. Найціннішу інформацію містить «Вороняча пісня» як найстаріше джерело, що містить цілком конкретні факти.
А втім, варто зазначити, що багато саг-першоджерел безповоротно втрачено. Однак, наприклад, такі саги як «Фарерська сага» при втраченому оригіналі можуть бути цілком або майже цілком реконструйовані через цитування тих чи інших частин у низці пізніших творів.

### Інші твори
Зрештою про Гаральда склалася окрема легенда, яка вплинула на саги. Це включає, серед іншого, легенду про Гаральда й фінську дівчину Снофрід. Прізвисько Гаральда, «Лува», також є частиною легенди, яка згадується в «Воронячій пісні». Там це прізвисько пояснюється як «кудлатий» через те, що Гаральд пообіцяв не стригти волосся чи бороду, доки не завоює Норвегію, тому Гаральд Лува одностайно ототожнюється з Гаральдом Горфагером. Сучасне тлумачення полягає в тому, що це могло бути народне почесне ім'я, яке означало, що він мав народитися з «переможним капелюхом» (Moltke Moe).

## Родина

### Батько
«Вороняча пісня» згадує батька Гаральда — Гальвдана, хоча і без прізвиська (подано переклад відповідної строфи норвезькою (нюношк) Расмуса Фло, оригінал в кінці):

Harald me fylgde,

Halvdans-sonen,

Ynglingen unge,

fraa or egge me komo.

Але, за винятком «Ågrip», джерела другої половини XII-XIII ст. погоджуються, що згадуваний Гальвдан був Гальвданом Чорним, але це не пов'язано зі старішими джерелами, принаймні, немає цитування старіших.

### Мати
У сагах існують розбіжності щодо фігури його матері. Сноррі свідчить, що його матір'ю була Рагнгільд Сігурдсдоттір, донька Сігурда Оленя, який є пращуром Рагнара Лодброка.
«Красива шкіра» пише, що Гальвдан був одружений як з Рагнгільдою Гаральдсдоттір, так і з Рагнгільдою Сігурдсдоттір. У рукописі «Ланднамабок» Тора вказана як перша дружина Гальвдана, а не Рагнгільд. У пізнішому доповненні до «Красивої шкіри» говориться, що другою дружиною Гальвдана була дехто Гельга Дагсдоттір із Гаделанну. Старіші саги не повідомляють, ким була мати Гаральда, тому невідомо, чому ця інформація з'являється лише в XIII ст.

#### Гіпотези
Дослідники найчастіше вважають матір'ю Гаральда або Рагнгільд Сігурдсдоттір, або Рагнгільд Гаральдсдоттір.
Олафія Ейнарсдоттір, ісландсько-данський історик і археолог, уважає, що розповідь у Красивій шкірі про те, що Рагнгільд Сігурдсдоттір була матір'ю, була написана тому, що король Гокон Гоконссон хотів зв'язати норвезьку королівську сім'ю з данською з важливих політичних і міжнародних міркувань. Вона також стверджує, що матір'ю Гаральда була Рагнгільд Гаральдсдоттір, дочка конунга Согну. У такому випадку це означало б, що він успадкував владу у фюлке через свою матір. Гальвдан Кут, норвезький історик і біограф, уважав, що Рагнгільд так чи інакше походить від ютландських конунгів.
Загалом, дискусії в науковому співтоваристві сходяться в тому, що можна стверджувати, що матір Гаральда звали Рагнгільд, а не Гельга чи Тора, як згадується в сазі «Красива шкіра» й рукописі «Ланднамабок» відповідно.

### Шлюби та нащадки
У всіх сагах розповідається, що Гаральд мав багато дітей від різних жінок. Точне число і дружин і дітей установити неможливо, зокрема, які з останніх реально існували.
Сага «Вороняча пісня», написана в IX ст., в строфі 14 розповідає, що Гаральд Гальвдансон одружився з данкою. Традиція саги пізніше буде називати її Рагнгільд Ейріксдоттір, дочкою короля Ютландії.
У Historia Norwegiæ вказано, що він мав 16 синів. «Ågrip» і «Красива шкіра» дають імена 20 синів Гаральда. Сноррі у своїй сазі про кількість нічого не говорить. Згідно з Historia Norwegiæ, Ейрік був найстарший. Після Красивої шкіри Ейрік був серед найстарших, а Гокон Добрий — серед наймолодших. Сноррі вважав, що певний гутторм був найстарший. Після смерті Гаральда походження від нього стало політичним інструментом: це давало право спадкоємства королівської влади в Норвегії. Походження від Гаральда Прекрасноволосого, який був першим норвезьким королем, очевидно, надавало значно більшої легітимності претендентові, ніж походження від випадкового дрібного конунга чи ярла.
Цілком імовірно, що багато родоводів, на які посилалися пізніші правителі, були відредаговані з цієї причини. Можуть бути виправдані сумніви, чи були королі Олаф I Трюггвасон, Олаф II Гаральдссон і Гаральд III Суворий нащадками Гаральда Прекрасноволосого. Можливі діти від Рагнгільд Ейріксдоттір — Ейрік Кривава Сокира, а від згадуваної ще Тори Мостерстонг — Гокон Добрий. Решта дітей, згадуваних у різних сагах, сумнівні.

#### Гіпотези
Клаус Краг, норвезький історик і філолог, піддав сумнівам походження Рагнгільд Ейріксдоттір. Жодних джерел про «конунга Ейріка», що мав би правити тоді в Ютландії, немає. Це може бути виключно літературний хід Сноррі Стурлусона, щоб узаконити ім'я та право на правління наступника Гаральда, Ейріка Кривавої Сокири.

## Життєпис

### Раннє життя
«Сага про Гаральда Прекрасноволосого» розповідає, що після смерті свого батька Гальвдана Чорного в бл. 860 році Гаральд успадкував Вестфолл і ще ряд земель у віці 10-ти років. Його регентом був його дядько гутторм Сігурдсон.
Одразу по отриманню влади Гаральд був вимушений захищатися. У той час, коли ярли з Оппланну збирали сили на півночі, першим ударив гандальв Альвгейрсон з сином Гакі з Альвгейма з південного сходу.
Історія протистояння Альвгейму і Вестфоллу бере початок з діда Гаральда, гудрьода Мисливця. Він одружився з донькою Альвгейра, попередника гандальва, і отримав у посаг частину Вінгулмарку. Коли гудрьод помер, Альвгейр забрав посаг назад і батько Гаральда, Гальвдан Чорний, зміг відвоювати цю землю. Але згодом на Гальвдана був скоєний замах, під час якого загинули двоє з трьох синів вже конунга гандальва. Той що вижив, Гакі гандальвсон, і головував армією в битві при Гакадалі.
По результатам битви гандальв і Гакі були розбиті, перший втік, другий загинув. Настала черга оппланнських ярлів.

### Перші територіальні надбання

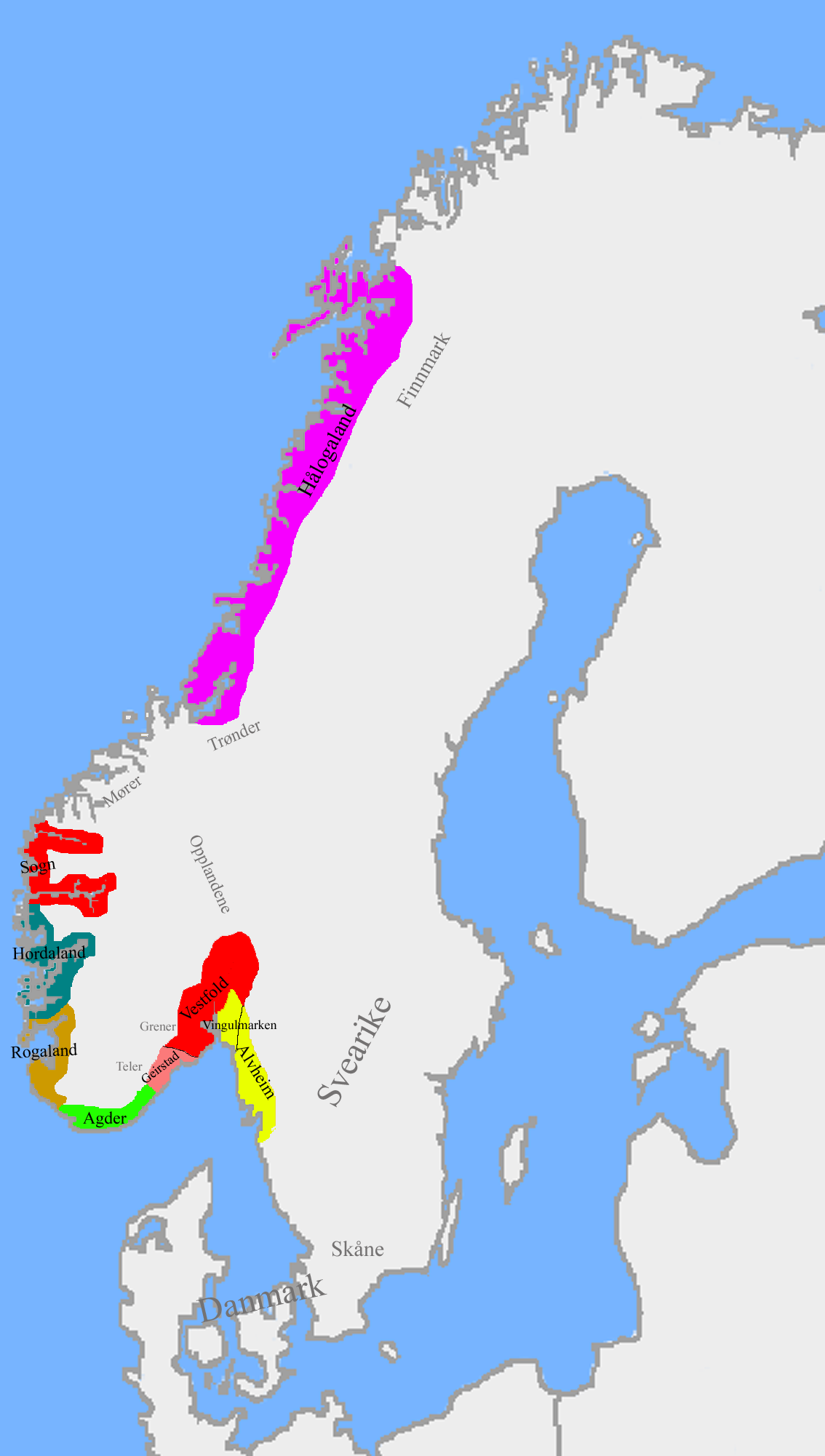
Норвегія станом на 860 р., володіння Гальвдана, успадковані сином, позначені червоним

Оппланнська знать, зокрема чотири конунга, вирішила зібратися в одному місці, про яке невдовзі дізнався гутторм, з яким був і малий Гаральд. Вони йшли лісними дорогами, не ідучи на відкритий бій і атакували опівночі. Конунги в результаті не змогли відреагувати і двоє з них загинули одразу, будучи спаленими, а ще двоє загинули вже в бою.
Після знищення ворогів в Оппланні, гутторм з Гаральдом повернули до Вестфоллу, підкоривши ряд навколишніх володінь: Грінгарікі (суч. Рінгеріке), Гедмарк, Гудбрандсдален і Гаделанд, Тотен і Румеріке, а також північну частину Вінгулмарку. Востаннє вони зустрілися з гандальвом, якому пощастило втекти раніше. Цього разу він загинув, і Гаральд підкорив Вінгулмарк а Альвгейм згодом відійшов під вплив короля Швеції.

#### Любовна історія

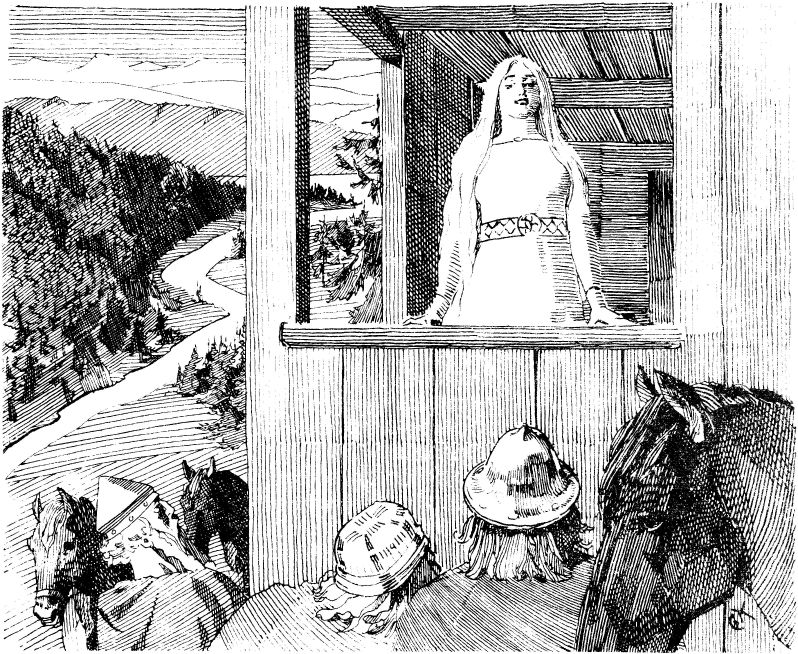
Гіда «вручає гарбуза» сватам Гаральда на малюнку Кристіана Крога для видання «Кола Земного» 1899 р.

Тут Сноррі робить відступ у вигляді любовної історії, яка спонукала Гаральда об'єднати країну.
Розповідь розпочинається з сватання, яке з презирством відхиляє гіда, дочка Ейріка Гордаланнського. Вона відповіла, що не вийде за Гаральда допоки той не стане королем всієї Норвегії. Тоді він дає клятву, що не буде ні голитись ні розчісуватись поки не стане єдиним королем Норвегії.
Примітно, що, згідно з історією, Гаральд не вчинив як його дід.
Через десять років, здійснивши свою клятву, він обміняв своє прізвисько Заплутановолосий або Копицеволосий на те яке під яким він відомий сьогодні. Більшість дослідників вважають цю історію виключно літературною вигадкою, яка навіяна романтичними історіями, популярними в епоху саг зі збірника «Коло Земне».

### Війна в Тренделагу
Наступною ціллю вже в розквіті сил Гаральда став Тренделаг, земля навколо Тронгеймс-фіорду і прилеглі гори з долинами. Він розоряв все на своєму шляху по регіону, допоки не підійшов до Оркдала.
Грітінг, місцевий конунг, зібрав свій загін для відбиття навали, але Гаральд переміг, полонивши його і заставивши принести клятву вірності разом з Тренделагом. Але не всі змирилися з новим правителем: Гаральд ще мав ряд битв по всьому фюльке, придушуючи рештки спротиву і підкоряючи до того непокорні поселення.
Саме Нідарос став головною базою Гаральда; він облаштував там найбільший маєток Гладір, і завжди називав його домом.

### Битви біля Сульшела
Наступною військовою ціллю став регіон Мьоре, що на південний схід від Тренделагу.
Там правив Гунтьольв, а його сином був дехто Сьолві Клові, обидва вони були відомі як неабиякі воїни. Неназваний дідусь Сьолві по материнській лінії правив землями за Мьоре. Ці конунги зібрали велике військо коли почули про наближення Гаральда, і вирішили дати йому зустрічний бій. Вони зійшлись в морській битві біля острова Сульшел. В цій битві Гаральд переміг, розгромивши ворога наголову.
Обидва конунги загинули, лише Сьолві вижив. Гаральд підпорядкував собі обидва володіння, і дідове і батькове, а син тим часом завдавав чималого клопоту, ставши піратом. Крім того, він почав шукати союзників, щоб взяти реванш у переможця і повернути вотчину. Союзників Сьолві знайшов у правителі ще південнішого фйорду — Аудбйорна. Вони вирішили разом протистояти навалі Гаральда, оскільки в поразці вбачали рабство.
Гаральд спочатку повернувся в Нідарос відновити сили, цей час був використаний для того і союзниками. У той час як Сьолві з Аудбйорном вичікували, їх ворог проявив ініціативу, напавши першим. Союзники чекали Гаральда біля того самого острову. Морська битва знову завершилася перемогою Гаральда, союзник Сьолві загинув, а сам він знову втік, продовживши займатися піратством. Проте і конунг Вестфоллу зазнав чималих втрат: Сноррі перелічує ряд імен загиблої знаті. Також настільки тяжка перемога була неповна, бо Сьолві продовжував безкарно грабувати прибережні землі, хоч вже і не зазіхав на владу. Цікаво, що саме від рук Сьолві через 30 років загинув син Гаральда — Гутторм — в морській битві біля витоку річки Гета-Ельв. Свого роду це можна вважати помстою за нищівні поразки.

### Війна в Швеції

#### Передумови
Після воєн на півночі Гаральд повернувся у Вестфолл, в якому не був чотири роки. Там він дізнався, що король Швеції, Ерік Анундсон, підкорив Вермланд і по всіх лісних поселеннях поставив свою владу. Весь Йоталанд також був шведський, король призначив туди ярла, якого звали Грані Гаузкі, і він мав під собою чимале військо.
Гаральду не подобалося таке положення в регіоні. Він вирішив запропонувати Еріку з його дружиною зустрітися в Вермланді. В той час Аке — найбагатша людина Вермланду — зацікавився пропоновою. Він послав людей до обох правителів і домовився з ними про бенкет в один день.
У Аке була гостьова медова зала, яка на той час була стара. Він наказав зробити іншу, так само велику, та гарно прикрасити. Нову залу завішали новими шкурами, як стару — старими. Коли гості прийшли на пир, шведам дали місце в старих хоромах, а норвежцям — в нових; усе столове начиння було змінено таким чином, що люди Еріка мали старий посуд, золотий та вирізний, а люди Гаральда все мали нове, так само оздоблене. Напій подавали і там і там пречудовий.
Раніше Аке був людиною Гальвдана Чорного. Коли кількаденний бенкет закінчився, його організатор пішов до Гаральда і привів із собою свого сина на ім'я Уббі, якому було 12 років. Батько попросив взяти його до Гаральда слугою, той погодився і упевнив старого в дружбі. Потім Аке пішов до шведського короля, який був в досить похмурому настрої і вже готовий до від’їзду. Старий потім супроводжував його і Ерік спитав, чому все найкраще віддавалося Гаральду.
|  | Я думав, — каже Аке, — що тобі, королю, і твоїм людям на цьому бенкеті не бракувало гарного прийому; але коли там, де ви пили, були старі меблі, то це тому, що ви тепер старі, але конунг Гаральд зараз у розквіті сил, тому я дав йому нові меблі; але коли ти нагадав мені, що я повинен бути твоєю людиною, тоді я не менше знаю, що ти моя людина. |

 «Jeg tænkte,» siger Aake, «at I, konge, og eders mænd ikke har manglet god modtagelse i noget ved dette gjestebud; men naar det var gammelt indbo der, hvor I drak, saa kommer det af, at I nu er gammel, men kong Harald er nu i sin blomstrende ungdom, derfor gav jeg ham nyt indbo; men naar du mindede mig om, at jeg skulde være din mand, da ved jeg ikke mindre, at du er min mand.»
Відповідь здалася Еріку нахабною і неприпустимо принижуючою, і він вихопив свій меч, завдавши йому два смертельних поранення, після чого продовжив поїздку.
Коли Гаральд от-от від'їжджав, він наказав покликати до нього Аке, але його знайшли вбитим на дорозі короля. Оголошуючи помсту, Гаральд поскакав дорогою, якою їхав до того Ерік, поки обидва не опинились один перед одним. Ерік відірвавася від Гаральда, ускакавши далі на схід, до своїх земель. Тоді Гаральд повертається до Вермланду, підкорюючи цей край і вбиваючи людей короля Еріка, що траплялися на шляху. Конунг повернувся у свої володіння, в Румеріке з настанням зими.

#### Перебіг подій
Після відпочинку вдома, Гаральд із свіжими силами відправився грабувати Альвгейм, що віднедавна став шведський. Геати, місцеве населення тих земель, почали збирати армію для протистояння. Вони ставили стовпи в річку Гета-Ельв, щоб Гаральд не вдирався на кораблях вглиб країни. Але він зупинився біля стовпів і почав грабувати судохолом. Геати вирішили дати опір грабіжникам, загинуло багато людей з обох сторін, але Гаральд переміг.
Далі Сноррі не вдається в подробиці: Гаральд проходив по Йоталанду знавіснілим вихором, допоки не стрінувся з ворожим геатським полководцем, Грані Гаузкі. В битві з ним конунг так само переміг і в результаті проголосив себе правителем усієї землі на північ від Гета-Ельви і на захід від озера Венерн, на додачу до раніше підкореного Вермланду. Одразу після цього гутторм Сігурдсон, дядько Гаральда по материнській лінії і згодом його права рука, був поставлений намісником регіону, а сам Гаральд відплив.
Конкретний перебіг бойових дій відтворити неможливо, оскільки Сноррі наводиться лише результат, якщо не враховувати епітети на зразок «жорстока битва».

### Битва при Гафрсфйорді

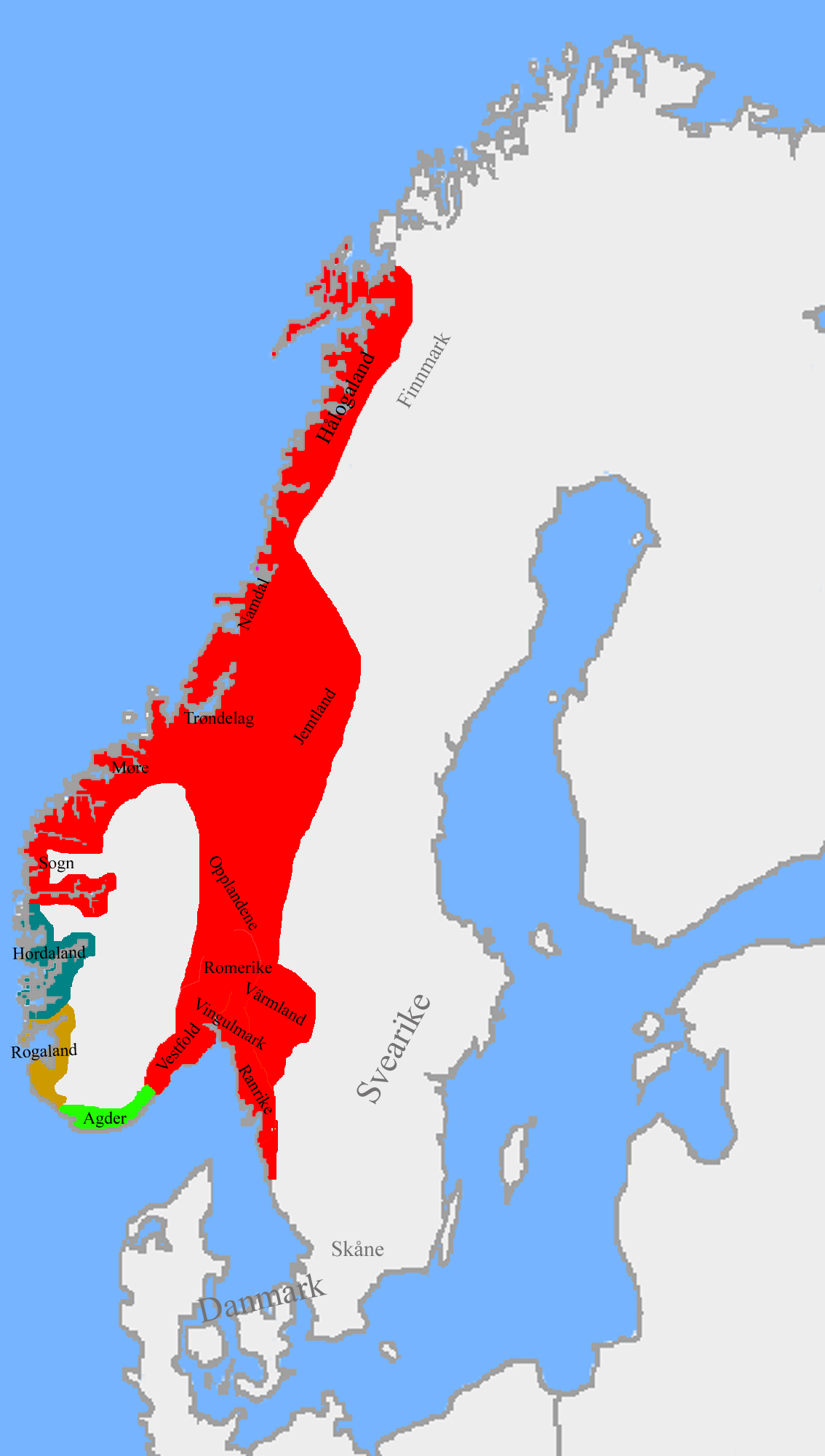
Норвегія станом на 872 р., перед вирішальною битвою при Гафрсфйорді

В той час з незалежних фйордів південної Норвегії прийшли вістки, що місцеві конунги хочуть виступити проти Гаральда. Кожен очолив свої війська: Ейрік, конунг Гордаланну Сульке, конунг Ругалану; Кйотве Багатий, конунг Агдеру; з Телемарку — два брати, Гроальд і Гадд.
Коли Гаральд дізнався про це, він зібрав свої війська, поставив кораблі на воду та вирушив на південь уздовж узбережжя, набираючи на шляху нових людей з союзних фюльке. Його противники отримали звістки, коли знаходились на південь від півострову Стад, чекаючи підкріплення зі сходу, який тоді був під впливом Данії. Конунги вирушили на північ від Ядару й увійшли до Гафрсфйорду, де вже чекав Гаральд зі своїми військами. Почалася велика битва, в якій Гаральд переміг.

#### Інші джерела
Основним джерелом є «Вороняча пісня», яка і цитується Сноррі, а конкретно строфи 6-11, які приписують сучаснику Гаральда, скальду Тьодольву з Квіна. Всього скальдичний твір містить 23 строфи, з яких 7-12 присвячені битві. Строфи також присутні в сазі «Красива шкіра», яка була написана раніше за Сноррівську «Сагу про Гаральда Прекрасноволосого», будучи його джерелом. Проте існує ряд суттєвих відмінностей, як-от Сноррі наводить історію спасіння Кйотве Багатого, що існує лише в його творі.

### Після об'єднання Норвегії

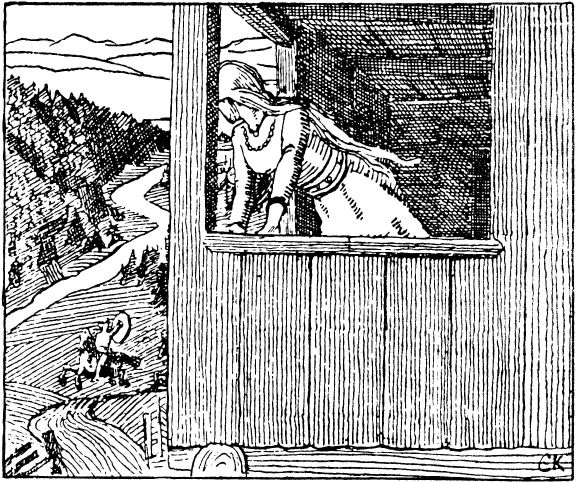
гіда знову бачить сватів Гаральда після виконання ним клятви на малюнку Кристіана Крога для видання «Кола Земного» 1899 р.

Після битви біля Гафрсфйорду Гаральд став королем Норвегії, але його влада обмежувалась береговими областями південно-західної Норвегії; східна Норвегія тоді була під впливом Данії.
Сноррі робить багато літературних відступів, як-от завершення історії з гідою, яка до того презирливо відхилила його пропозицію; взаємини з дружинами, яких у нього було вдосталь; події з друзями тощо.
Але деякі його відомості варті уваги. Ще на початку, під час завоювання Тренделагу, скальд згадував, що Гаральд прискіпливо ставився до адміністративного впорядкування вже під час перших завоювань, тож і згодом він не мав проблем із цим, всюди поставивши своїх людей, наприклад, дядька гутторма у Вікені, який після смерті того перейшов сину Гаральда — гутторму Гаральдсону.
Коли Гаральду було вже п'ятдесят років, він розділив свої володіння між синами, яких у нього було по декілька від багатьох дружин. Кожному він дав титул конунга, і онукам давав теж титул конунга, якщо той був його нащадком по батьківській лінії, якщо по материнській — ярла. Але, втім, це викликало лише розбрат між братами, часом протистояння доходило до братовбивства. Деякі нащадки вирішили випробувати долю в воєнних походах.

## Останні роки життя

### Смерть
Точна причина смерті невідома.
В огляді розповідається про місце смерті і похорон:
Потім він [Гаральд] помер в Ругаланні й був похований у Гайгар-упп, що в Гассельойсунді.
Сноррі вказує, що король прожив три роки після того, як надав Ейріку повну владу над королівством. Вказується, що помер від сифілісу і похований в королівському маєтку в Ругаланні. Церква в королівському маєтку гайгар або гар (gar, тобто gaarden, норв. ферма), як пізніше назвали відокремлену частину гайгара, була закрита в XVI ст., але на її місці зараз стоїть курган Гаральда, зведений у 1872 році.

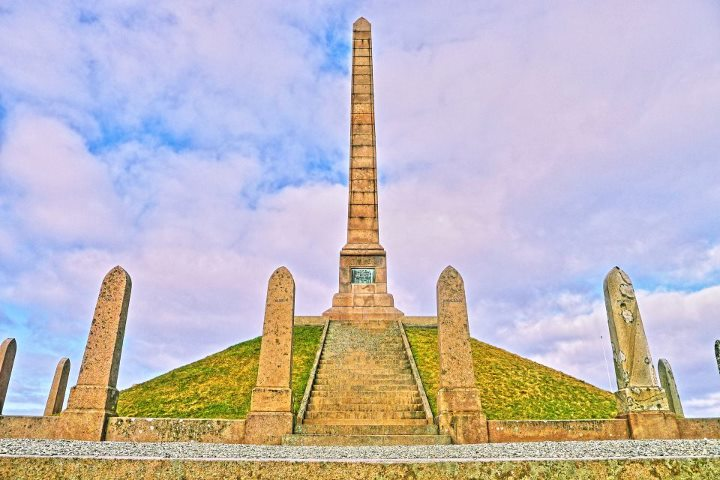
Курган Гаральда в Гассельойсунді

Пам'ятник був спроектований архітектором Крістіаном Крісті як великий могильний курган, оточений гранітною стіною з 29 надгробками, по одному від кожного зі старих норвезьких фюльке. На вершині кургану височіє 17-метровий гранітний обеліск із чотирма бронзовими панелями навколо квадратної основи. На кожній з них зображено найважливіші сцени з життя Гаральда Прекрасноволосого. Пам'ятник має сакральне значення для більшості норвежців.

### Наступник
Саги дещо суперечать одна одній в тому, як наступник і син Гаральда, Ейрік Кривава Сокира, обійняв трон і скільки правив.
- «Historia de Antiquitate Regum Norwagiensium» Теодоріха Монаха (бл. 1180 р.), вказує, що Ейрік I Кривава Сокира правив Норвегією три роки, з яких два роки були одноосібним правлінням[40][41].
- «Огляд саг про норвезьких конунгів» Семунда Мудрого (бл. 1190 р.) містить згадку про те, що Ейрік правив чотири роки[42].
- «Коло Земне»,  Сноррі Стурлусона (бл. 1220 р.) розповідає, що Ейрік правив протягом трьох років, поки Гаральд був живий, і два роки після[41].

Відповідно до пізніх ісландських саг, Ейрік був вигнаний з Норвегії, тому що, будучи королем, він продовжував сувору лінію правління свого батька. Кажуть, що боротьба, яку він вів проти своїх братів, також викликала широке обурення. Його наступником на посаді норвезького короля став його зведений брат Гокон.
Історик Клаус Краг дає йому приблизно п'ять років, тобто лише два-три роки на додаток до тих років, які він нібито правив разом зі своїм батьком.

## Історична традиція

### Думка науковців
Як перший одноосібний король країни, Гаральд Горфагер заслужено займає високе, якщо не найвище, місце в історії Норвегії. У сагах він зображений як переможець колишніх дрібних правителів і, таким чином, національний об'єднач, який раз і назавжди створив королівство Норвегія, що існує і понині. Згідно з сагами, пізніші норвезькі королі були його нащадками аж до початку XIV ст. Це також змусило сучасних істориків у XIX-XX ст. надавати особливого значення Гаральду та його внеску. Але ті самі історики водночас наголошували, що об'єднання було тривалим процесом, який продовжувався до Олафа Гаральдсона (з певних точок зору навіть довше).
Після критики саг в норвезькому науковому товаристві під час Першої світової війни також виявилося проблематичним те, що так багато джерельних матеріалів про Гаральда походять через триста років після його життя. Крім того, проблема полягає в тому, що найбільший обсяг має наймолодша частина цього матеріалу. Таким чином, докладна сага Сноррі містить багато деталей, яких немає в трохи старших сагах.
У рамках критики саг Гальвдан Кут приблизно в 1920 році започаткував нову хронологію, яка включала Гаральда Прекрасноволосого, а також решту королів у IX ст. аж до Олафа Трюггвасона, посунувши дати. Кут вважав, що Гаральд народився бл. 860 року (а не 850), крім того, що битва в Гафрсфйорді відбулася не в 872 році, а приблизно в 900 році, і що Гаральд помер близько 940 року.
Але дослідження археолога і історика Олафії Ейнарсдоттір у 1960-х роках значною мірою відновили віру в датування смерті Гаральда сагами початку XII ст. Це означає, що Гаральд помер у 932 році, точніше близько цього року. Зокрема, середньовічна версія датування грунтується на «Книзі ісландців» авторства Арі Торгільсона (також автора «Ланднамабок»). Саме за Арі відповідні дати наводив і Сноррі.

### Традиція саги
Варто зазначити, що відносно рання традиція саги вважає, що саме внутрішня частина Східної Норвегії, ближче до гір, є вотчиною Гаральда з боку його батька. Зокрема в «Historia Norwegiæ» Гальвдан Чорний має «королівство в горах». Лише в пізніших сагах і найбільш чітко в Сноррі Гальвдан і Гаральд нерозривно пов'язані з Вестфоллом разом із їх пращурами кілька поколінь. Таким чином Вестфолл стає відправною точкою об'єднаної Норвегії. Розвиток цієї точки зору може бути пов’язаний з претензіями Данії на Вікен у другій половині XII ст. Данські королі стверджували, що Вікен історично був данською землею. У такій ситуації було б важливо, якби норвезькі королі мали обгрунтування, що Вестфолл був їхньою старою родинною землею.
У пізнішій традиції ісландської саги Гаральд також описувався як тиран і першопричина, чому люди прагнули на захід до Ісландії: волелюбні ісландці робили все, щоб уникнути влади короля. Характер правління Гаральда, безсумнівно, був важливим для ісландців у XIII ст., щоб пояснити, як виникло їхнє демократичне суспільство, і піднести його цінності на противагу норвезькому королю. Але це твердження, скоріше за все, будується на піску.

## В масовій культурі

### Музика
- Альбом «King of Kings» німецько-норвезького метал-гурту Leaves' Eyes, який в цілому присвячений історії Норвегії та зокрема Гаральду Прекрасноволосому[46][47].

### Кінематограф
- Телесеріал «Вікінги» (Канада, Ірландія; з 2013; режисер Майкл Герст) — фігурує як конунг Вестфоллу, його роль зіграв Петер Францен.

### Відеоігри
- Mount & Blade: Warband, DLC Viking Conquest — виступає як правитель Норвегії і володар Тенсбергу.
- Ancestors Legacy — противник в англосаксонській кампанії.
- Assassin's Creed Valhalla — згадуваний як король Норвегії.
- Crusader Kings II і Crusader Kings III — доступний як ігровий персонаж.